# Kinski Paganini
Pour plus de détails, voir Fiche technique et Distribution.
Kinski Paganini est un film historique franco-italien sorti en 1989 de et avec Klaus Kinski dans le rôle-titre. Il est à la fois le dernier film de sa carrière et l'unique titre qu'il signa en tant que réalisateur, avant sa mort prématurée en 1991.

## Synopsis
Ce film se présente comme une évocation personnelle et quasi-expérimentale de la vie du violoniste et compositeur Niccolò Paganini, qui fut considéré par beaucoup comme le plus grand virtuose de tous les temps.

## Fiche technique
- Titre original : Kinski Paganini
- Réalisation : Klaus Kinski
- Décors : Massimo Lentini
- Photographie : Pier Luigi Santi
- Montage : Klaus Kinski
- Musique : Salvatore Accardo
- Société de production : Augusto Caminito
- Pays de production :  Italie,  France
- Langue : italien
- Durée : 81 minutes / 88 minutes (Director's Cut)
- Date de sortie : 12 mai 1989 (Festival de Cannes, premier montage), 17 décembre 1989 en France (Montage final)

## Distribution
- Klaus Kinski : Niccolo Paganini
- Debora Caprioglio : Antonia Bianchi
- Nikolai Kinski : Achille Paganini
- Dalila Di Lazzaro : Helene von Feuerbach
- Tosca D'Aquino : Angiolina Cavanna
- Eva Grimaldi : Marie Anna Elise Bonaparte
- Beba Balteano : Carol Watson
- Fabio Carfora : Mr. Watson
- Donatella Rettore : Miss Wells
- Bernard Blier : Pater Caffarelli
- André Thorent : Galvano
- Marcel Marceau : Pantomime

## Autour du film
Projet auquel Klaus Kinski était particulièrement attaché depuis des années, l'adaptation à l'écran de la vie de Paganini fut d'abord proposée à son collaborateur de plusieurs films: Werner Herzog. Mais celui-ci déclinant l'offre, c'est Kinski lui-même qui se chargea de mener l'entreprise à terme.
Le comédien en effet voyait dans ce personnage historique haut en couleur de notables similitudes avec lui-même : leur extrême dévouement à leur art respectif, leur tempérament excessivement passionné mais aussi les controverses, voire les scandales, qui ternirent quelque peu leur notoriété.
La distribution compte deux membres de sa famille: sa toute jeune femme Deborah Kinski et son fils Nikolai Kinski, ainsi que l'acteur français Bernard Blier, dans son tout dernier rôle au cinéma. Le mythique mime Marcel Marceau y fait de même une apparition.
Plutôt mal accueilli par le Public et la Critique, le film dérouta par son traitement très libre, à la fois lyrique et anarchique, de cette biographie. Exploité de manière très confidentielle, il connut en outre plusieurs montages. Aucune sortie VHS ne lui fut donnée. Seule l'Allemagne le proposa sous le format DVD dans les années 2000.
Bizarrement, c'est dans la même année 1989 que le réalisateur italien Luigi Cozzi proposa sa variation fantastique autour du même musicien: Paganini Horror.